# Groupe Altrad
Pour les articles homonymes, voir Altrad.
Le groupe Altrad est une entreprise spécialisée dans la production et la distribution de matériels pour le bâtiment et les travaux publics. Altrad est basé à Montpellier. Le groupe est le leader mondial dans son secteur d’activité. 
Il est dirigé par Mohed Altrad, dont la fortune personnelle est estimée à 3,3 milliards d'euros en 2018.

## Histoire
Altrad a été créé en 1985 par Mohed Altrad et Richard Alcock. En 30 ans, le groupe est devenu un acteur majeur sur le marché du matériel pour le bâtiment grâce au maillage croissance interne - croissance externe avec le rachat d’entreprises centrées sur le même marché qu’Altrad : la production et la distribution de matériels pour le bâtiment.
En 2008, Altrad annonce l'acquisition pour 26 millions d'euros de Belle Group, entreprise britannique spécialisée dans les bétonnières, avec 450 emplois. En 2010, Altrad, alors touché comme le reste du secteur par la crise économique, acquiert pour 7 millions d'euros l'entreprise croate Limex et il prend une participation de 76 % dans Irbal, une entreprise portugaise.
En mars 2015, tournant majeur et stratégique, Altrad double sa taille en absorbant Hertel, entreprise ayant quasi la même taille qu'Altrad, implanté à Rotterdam. Le groupe hollandais est un des leaders mondiaux dans les domaines des solutions d’accès, de l’isolation, de la protection contre la corrosion et de la maintenance des systèmes mécaniques. Ce rachat permet au groupe Altrad de diversifier son offre, son portefeuille clients à travers le monde, mais aussi d'étendre son offre dans des pays émergents. 
En 2017, Altrad procède à l'acquisition du groupe isérois Prezioso. Avec cette acquisition, les services atteignent 75% dans la part des chiffres du groupe[réf. nécessaire].
Toujours en 2017, Altrad annonce l'acquisition du groupe britannique Cape, entreprise spécialisée dans les services pour l'industrie pétrolifère et ayant près de 18 000 employés.
En avril 2022, Altrad annonce l'acquisition du groupe Endel, filiale de maintenance industrielle appartenant à Engie et qui emploie 5 000 personnes. Les négociations exclusives engagées au cours de l'été 2021 ont donc abouti à cette opération.

## Sponsoring
En juillet 2014, le Stade Yves-du-Manoir de Montpellier est renommé en Altrad Stadium à la suite d'un contrat de dénomination entre le Groupe Altrad et Montpellier Méditerranée Métropole pour une durée de 3 ans. Le stade porte finalement ce nom jusqu'en 2018, avant de devenir le GGL Stadium.
En mars 2017, le groupe Altrad soutient la candidature française pour l’accueil de la Coupe du monde de rugby à XV 2023 et son logo va ainsi figurer sur le maillot de l'équipe de France de rugby à XV. Le groupe devient alors la première entreprise privée de l'histoire à s'afficher sur le maillot du XV de France. En janvier 2018, la Fédération française de rugby choisit le groupe Altrad pour devenir le sponsor maillot de l'équipe de France. La totalité des fonds, 7 millions d'euros par an, de cet accord sera dédié au développement du rugby amateur.
En 2019, le Groupe Altrad devient également sponsor maillot des Dragons catalans, franchise française de rugby à XIII basée à Perpignan.
En 2022, le Groupe Altrad devient également le sponsor maillot des All Blacks pour une durée de six ans. La même année, il devient aussi le partenaire principal de l'équipe de rugby de la Western Force en Australie pour quatre ans.